# 스포츠동아
《스포츠 동아》(Sports Donga)는 대한민국의 서울에서 발행되는 동아일보사의 스포츠, 연예 전문 일간지이다. 2008년 3월 24일에 창간했다. 스포츠 신문의 차별화를 모토로 하고 있다. 1978년 10월 4일에 같은 이름의 주간지가 창간된 바 있었으나  흥미 위주의 선정적인 읽을거리 기사에 독자들이 식상해하고 점차 관심이 줄어들자  1988년 4월 30일자를 끝으로 폐간됐다.

## 같이 보기
- 스포츠
- 동아 일보
- 신문
- 잡지